# Filmsieden
Filmsieden tritt ein beim Verdampfen von Flüssigkeiten bei sehr hohen Wärmestromdichten. Dabei bildet sich auf der Heizfläche ein durchgehendes Dampfpolster (Dampffilm), das im Gegensatz zu der an der Heizfläche anliegenden Flüssigkeit beim Blasensieden eine hohe wärmeisolierende Wirkung hat. Das heißt, der Wärmeübergangskoeffizient liegt beim Filmsieden deutlich niedriger als beim Blasensieden.

## Erklärung
Anschaulich ist das Filmsieden eines tanzenden Wassertropfens auf einer heißen Herdplatte (siehe Leidenfrost-Effekt). Unter dem Tropfen bildet sich ein Dampffilm, auf dem der Tropfen sich über die Platte bewegt. Aufgrund des schlechten Wärmeübergangs verdampft der Tropfen nur langsam. Der Wert der Wärmestromdichte nimmt am sogenannten Leidenfrostpunkt ein lokales Minimum an.

## Probleme
Der Wärmetransport von der Heizfläche zur Flüssigkeit (durch den Dampffilm hindurch) findet beim Filmsieden überwiegend durch Wärmestrahlung statt. Beim Übergang vom Blasensieden zum Filmsieden steigt bei gleichbleibender Wärmestromdichte die Wandtemperatur der Heizfläche deutlich an und kann zur Zerstörung der Heizflächen führen.

In kritischen Anwendungen muss darauf geachtet werden, dass die Wärmestromdichten deutlich unter dem Umschlagpunkt vom Blasen- zum Filmsieden liegen. Die kritische Wärmestromdichte ist abhängig vom Druck, dem Sättigungsdruck des Dampfes und der Oberflächenstruktur der Heizfläche. Sie liegt bei atmosphärischem Druck für die Medienpaarung Wasserdampf / Stahl bei >1000 kW/m².  
Der Übergang zum Filmsieden wird durch Öle oder einen hohen Salzgehalt im Kesselwasser herabgesetzt.

## Abgrenzung
Ist die Heizfläche nur teilweise von einem Dampffilm bedeckt, spricht man von partiellem Filmsieden, bei vollständiger Benetzung der Heizfläche mit einem Dampffilm von vollständigem Filmsieden.
Das Filmsieden im stabilen oder instabilen Bereich ist zulässig, wenn die Temperatur der Wärmequelle sich dabei unterhalb der zulässigen Betriebstemperatur bewegt oder wenn der Wärmeübergangskoeffizient beim Filmsieden als kontrollierender Widerstand für den Wärmestrom vorgesehen ist.

## Vermeidung
Zur Vermeidung des Filmsiedens bei kompakter Kesselbauweise mit dichter Siederohranordnung werden Dampfkessel so ausgelegt, dass eine Wärmestromdichte von 300 kW/m² nicht überschritten wird.

## In Kernreaktoren
Bei wassergekühlten Kernreaktoren ist das Filmsieden ein kritisches Phänomen, dem meist mit hohem Druck begegnet wird. Überschreitet die Wärmestromdichte an der Brennstaboberfläche durch einen störfallbedingten Anstieg der Reaktorleistung einen bestimmten Wert, die sogenannte kritische Wärmestromdichte oder kritische Heizflächenbelastung, so geht das Blasensieden nahezu schlagartig in stabiles Filmsieden über. An der Staboberfläche bildet sich dabei ein zusammenhängender Dampffilm aus, der den Wärmeübergang drastisch verschlechtert. Die Oberflächentemperatur steigt sprunghaft an und erreicht Werte, die über dem Schmelzpunkt des Hüllrohrwerkstoffes liegen können. Hierfür hat sich aus dem Englischen der Ausdruck Burn Out eingebürgert, da die Brennstoffhülle an der betroffenen Stelle durchbrennt oder aufschmilzt.